# Новый (Свердловская область)
Новый — посёлок в Камышловском районе Свердловской области России, входит в состав Зареченского сельского поселения.

## Географическое положение
Посёлок Новый расположен в 7 километрах (по автодорогам в 11 километрах) к востоку-юго-востоку от города Камышлова, на левом берегу реки Пышмы.

## Население
| 2002 | 2010 | 2021 |
| ---- | ---- | ---- |
| 252  | ↘236 | ↘210 |